# Szántóföld

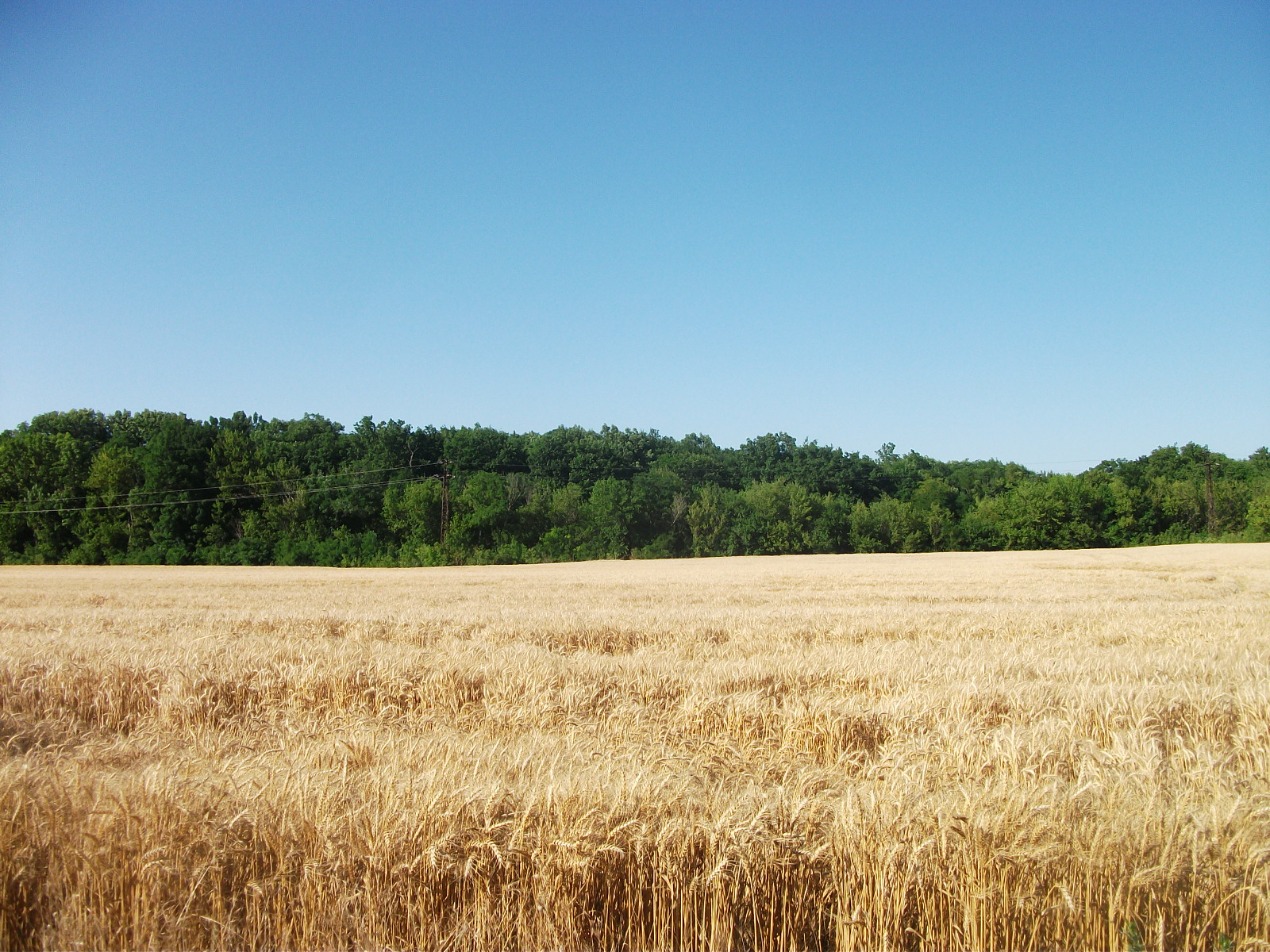
Szántóföld Zichyújfalu határában

Szántó művelési ágú terület az a terület, amely rendszeres szántóföldi művelés alatt áll, tekintet nélkül arra, hogy azt hasznosítják, vagy átmenetileg a termelés folytatása nélkül termőképes állapotban tartják (ugarolják), illetve parlagon hagyják. Ezen kívül szántó művelési ágban tartják nyilván azon területeket is, melyeken ritkábban telepített gyümölcsösök találhatóak, így a gyümölcsfákkal, illetve szőlővel rendszertelenül borított területeket, melyeken rendszeres szántóföldi művelés folyik; a magnyerés céljából fűmaggal bevetett területet; a rizstelepek, spárgatelepek, és földieper ültetvények területét; a szőlő-, gyümölcsfa-, és díszfaiskolák, az évelő, ipari, és gyógynövények területeit, lágyszárú energianövények-, energetikai célból hasznosított területek, sarjaztatásos típusú fásszárú energetikai ültetvények.
Szántó tehát minden olyan rendszeresen művelt mezőgazdasági terület, amelyen különböző eljárásokkal, többnyire évente ismételve teremtik meg a növények termesztéséhez kedvező feltételeket. A szántóföld annál érzékenyebb az állagát károsító tényezőkre (pl. talajerózió), minél kevésbé van fedve növénytakaróval, illetve minél tovább marad fedetlen. Ezért a szakszerű talajhasználat a talajvédelem fontos eleme.
Jogi értelemben a szántóföld a termőföld egyik művelési ága.